# Campidoglio (Oklahoma City)
Il Campidoglio di Oklahoma City (in inglese Oklahoma State Capitol) è la sede governativa dello Stato dell'Oklahoma, negli Stati Uniti d'America.
Sorge a Oklahoma City, dove fu completato nel 1919 dall'architetto Frankfurt-Short-Bruza e costruito in stile neoclassico e neorinascimentale.